# Colpodida
Ordre
Les Colpodida sont un ordre de Ciliés de la classe des Colpodea.

## Liste des familles
Selon GBIF (3 novembre 2022) :
- Bardelielidae
- Bardeliellidae Foissner, 1984
- Colpodidae Bory de St. Vincent, 1826
- Exocolpodidae Foissner et al., 2002
- Grandoriidae Corliss, 1960
- Hausmanniellidae Foissner, 1987
- Marynidae Poche, 1913

## Systématique
Le nom valide de ce taxon est Colpodida de Puytorac et al., 1974.